# Revolution Renaissance

Revolution Renaissance fue una banda multinacional de Power Metal fundada por el guitarrista Timo Tolkki, después de su salida de Stratovarius en 2008. Publicó tres álbumes de estudio antes de separarse en 2010.

## Historia
Cuando se unió a Stratovarius en 1984, Timo Tolkki no esperaba llegar a vender 3,5 millones de discos, ni conseguir un Grammy finlandés y tres discos de oro. Fue pionero, junto con sus antiguos compañeros, del metal sinfónico y del power metal, que dieron pie a toda una generación de nuevos grupos que rinden homenaje a su banda. Después de escribir más de 120 canciones y presentarse en más de 1200 shows con Stratovarius, Timo Tolkki decidió dejar el grupo en octubre de 2007, debido a la muy mala situación interna y la falta de motivación de la banda. En abril de 2008 Timo Tolkki anunció que les daría todos los derechos de propiedad del nombre.
Tolkki creó el proyecto "Revolution Renaissance" y grabó un álbum llamado "New Era", que incluye la participación de Michael Kiske, Pasi Rantanen y Tobias Sammet.
Después de la agitación con Stratovarius, Timo Tolkki no estaba seguro de querer formar un grupo. Después de algunos meses y la buena respuesta de New Era en todo el mundo, decidió buscar miembros permanentes para la banda, y anunció en su Myspace el resultado de 10 000 copias vendidas. Tolkki eligió a los nuevos miembros basándose en sus personalidades y puntos de vista, y por supuesto, su habilidad a la hora de tocar. En mayo de 2008 anunció la incorporación de Gus Monsanto (voz), Bruno Agra (batería), Mike Khalilov (teclados) y Justin Biggs (bajo), que aportaban a la banda una mezcla de diferentes nacionalidades y energía juvenil.
En junio del 2008 Revolution Renaissance firmó un acuerdo de cuatro discos con JVC Victor para todo el territorio del sudeste de Asia.
La última alineación de Revolution Renaissance es:
Gus Monsanto (Adagio) – Voz,
Timo Tolkki (Stratovarius) – Guitarras,
Magnus Rosén (HammerFall) – Bajo,
Bruno Agra (Aquaria, Skyrion) – Batería y
Bob Katsionis (Firewind) – Teclados
Tolkki informó que esta será la formación con la que a finales de 2010 saldrá su tercer álbum de estudio, llamado "Trinity", que definió como un disco "natural, orgánico pero muy moderno".

## Age of Aquarius
En septiembre de 2008 la banda comenzó las grabaciones de su nuevo material y la promoción en Helsinki. Se anunció una extensa gira en América del Sur previa al lanzamiento del disco, pero fue postergada para después que el disco viera la luz.

## Cambio de filas tras Age of Aquarius
Después de que Timo Tolkki y su nueva banda sacaran a la luz su primer disco como banda completa, Tolkki decidió rescindir el contrato a Justin Biggs y a Mike Khalilov por diferencias musicales. Tolkki reemplazó al bajista Justin Biggs por el ya consagrado Magnus Rosén, ex-Hammerfall, el cual no tenía ningún proyecto importante por el momento al haber abandonado su antigua banda de metal en 2007, después de sacar el recopilatorio Steel Meets Steel (1997-2007) con ella.

## Álbumes
- New Era (2008)
- Age of Aquarius (2009)
- Trinity (2010)

## Fin de la Banda
El 28 de julio de 2010, Tolkki, revela un mensaje en su Facebook y Myspace, el cual decía lo siguiente:
"Debido a mis problemas privados, la falta de interés en
Revolution Renaissance muestra por los promotores, y la situación actual en el
industria de la música que afecta a todo, incluyendo los presupuestos de producción,
se ha convertido en imposible la continuación de la banda.
Hemos tratado de reservar entradas para espectáculos en estos últimos tres años, pero
no hemos sido capaces de hacerlo. Una banda de rock no puede existir sin el contacto directo
a sus fanes. Por lo tanto, no tengo más remedio que tomar la decisión de dejar de
la banda y sus actividades debido a las razones antes mencionadas.
El tercer y último álbum de la banda dará a conocer en
a finales de septiembre.
Desde el fondo de mi corazón quiero agradecer a todos los
fanes de mi música durante todo el año. Ha sido un gran viaje."
- Datos: Q1358820